# 快傑蒸気探偵団
『快傑蒸気探偵団』（かいけつじょうきたんていだん）は、麻宮騎亜の漫画、およびこれを原作としたテレビアニメ作品。

## 概要
1994年が江戸川乱歩誕生百周年ということもあり、探偵ブーム到来を予感させる時代の流れに乗り、集英社発行の雑誌「月刊少年ジャンプ」1994年5月号に読み切りが掲載。その後、連載化。1996年より掲載誌を「ウルトラジャンプ」（集英社）に移し、1998年にはテレビアニメ化された。連載は一旦終了したが、メディアワークス発行雑誌「月刊電撃コミックガオ!」2001年8月号から『真・快傑蒸気探偵団』（しん・かいけつじょうきたんていだん）とタイトルを変えて再開された。2006年からは、集英社漫画文庫としてタイトルを『快傑蒸気探偵団』に戻して全32ページの描き下ろしエピソードを各巻に分割収録した全8巻の完全版が刊行されている。
『真・快傑蒸気探偵団』は主人公の鳴滝とライバルの一人であるル・ブレッドとの決着がついた時点で連載は終了しており、もう一人の宿敵であるナイト・オブ・ファンタムとの決着はつかないまま多くの伏線を残して未完となっている。麻宮騎亜公式サイトでの集英社文庫版刊行時の告知では「第1部が終了」となっているが、第2部は発表されていない。
2017年からは、『月刊コミックビーム』（KADOKAWA）のデジタル増刊『コミックビーム100』で本作のスピンオフ『少年怪盗ル・ブレッド』が金村連作画で連載された（単行本全2巻）。
同作者の『彼女のカレラ My Favorite Carrera』に、劇中劇として、後日談が描かれている。

## ストーリー
スチームパンクの世界にある街「蒸気都市（スチームシティ）」を舞台に、少年探偵の鳴滝と自立メガマトンの強力、看護婦の鈴々が難事件を解決していく。
この世界では、燃料となる物質が石炭しか採掘されなかったため、蒸気機関が異常に発達している。「オートマトン」と呼ばれる蒸気機関で動く自律型人型ロボットや、「メガマトン」と呼ばれる巨大ロボットが存在する。

## 登場人物
声はアニメ版 / ドラマCD版の声優。特記ない限りアニメ版の声優。
鳴滝（ナルタキ）
声 - 保志総一朗 / 折笠愛 / 辰まなみ（ラジオドラマ版）
本作の主人公。探偵をしていた亡き父（声 - 玄田哲章〈ドラマCD〉）の遺志を受け継ぎ、蒸気都市で活躍する少年探偵。見た目は普通の少年だが、数多くの怪人、犯罪者を相手に戦い、刑事達からの信頼も厚い。スクーターで現場に駆けつけ、手製の弾丸を込めた拳銃で犯罪者たちと大立ち回りをする。
大人ですら飲めない苦いコーヒーを好んで飲んでいるが甘いものは苦手。注射を嫌ったり、誕生日に鉄道模型を欲しがるという少年らしい一面も時折見せる。
周 鈴々（シュウ リンリン）
声 - 田口宏子 / 水谷優子 / 鳥羽優好（ラジオドラマ版）
鳴滝の助手を務める16歳の少女。看護師の資格を持っており、普段でもナース服を着用している。鳴滝とは故人である父の周博士周りの事件により知り合い、以降事務所に身を置いている。
鳴滝とは作中で姉弟や異性の友人のような関係であるが、時折鈴々側が鳴滝を意識している素振りがあり、また彼が異性と特別仲良くしていたり色仕掛けをされるのを見るとあからさまに不機嫌になる。
紅茶派であり、コーヒー派の鳴滝とはそこだけ馬が合わない。
ある事件の騒がせ屋であった点心（てんしん）という巨大なハムスターをその事件以来飼うことになる。
身長155cm、体重非公開。スリーサイズ：B87 / W61 / H88cm。血液型 A型。足のサイズ23cm。生年月日元煩57年10月10日。

強力（ごうりき）
声 - 鈴木琢磨 / 菅原淳一 / 岡野浩介（ラジオドラマ版）
鈴々の父で生物工学の権威であった周博士の脳が移植されたメガマトン。
周博士の脳がコンピューターを兼ねているため、自我を持ち自己の判断で行動ができる（周博士自身の自我なのかは不明）うえ、人間の言葉も理解できる。他者への返事などのように「ガ」と鳴く。
メカとしての強力のスペックなどについては#登場メカの節を参照。
川久保
声 - 長島雄一 / 北村弘一 / 岡野浩介（ラジオドラマ版）
鳴滝の父の代から仕えている老執事。常に冷静沈着に鳴滝のサポートをしている。
鬼瓦刑事
声 - 飛田展男 / 堀内賢雄
蒸気都市中央警察署の熱血刑事だが、情熱のあまり空回りしてしまうこともしばしばある。
鈴々に片思いしており、鳴滝とはライバル心を抱きつつも信頼している。甘党であり、コーヒーや紅茶に鳴滝や鈴々が辟易するほど角砂糖を使う（本人曰く脳に糖分は必要不可欠）。
八神警部
声 - 長嶝高士
蒸気都市中央警察署の老警部。目深にかぶった帽子と豊富な口ヒゲの壮年。切れ者で、鳴滝や鬼瓦とともに事件をいくつも解決している。
「まあ、なんだなあ」が口ぐせ。
アンナ・ハイエンド
電気公国（エレクトリカルシチズン）から赴任してきた婦人警官。鬼瓦刑事のサポートを務める。
ル・ブレッド
声 - 草尾毅 / 日髙のり子
本名サニーネ・ル・ブレッド。蒸気都市で暗躍する凄腕の少年怪盗で、鳴滝のライバル。独自の盗みの美学を持っており、その美学に基づいて盗みを行っている。エイラル病という不治の病を患っており、自分の存在を証明したいという思いから怪盗を続けている。
周 蘭々（シュウ ランラン）
声 - 長沢美樹 / 富沢美智恵
ル・ブレッドの助手で、鈴々の実姉。鈴々とは対照的に黒髪のショート。変装術などに長けており、病人でもある彼の看護も行うなどル・ブレッドをサポートしている。その立場上、鳴滝や鈴々と対立することも多い。
妹同様に看護師ではあるが、医療に関してはル・ブレッドの治療が不可能なエイラル病などをよく見知っているためかある種終末医療を重視しており、「重病の患者が助かるかどうかも怪しい大手術などで苦しんで死ぬくらいなら、死ぬと分かっていても本人の望むことをやらせたい」という考えである。
ル・ブレッドとは恋愛関係でもある。
紅サソリ
声 - 横山智佐
宝石専門の女怪盗。ボンデージに身を包み、2人の部下、パスタ（声 - 鈴木琢磨）とドリア（声 - 陶山章央）を従えて行動している。年齢のことを質問されると激怒する。
警察に捕まり刑務所に入れられる度に脱獄している。
Dr. ギルティ
声 - 西村知道
世界征服を企む悪の天才科学者。その野望の障害となる強力を倒すため、メガマトン「シャドウ＝ボルト」シリーズを操り鳴滝に戦いを挑む。
表向きの姿は、名の知れた科学者で周博士の知り合いでもあるハルト博士であり、悪としての正体は隠していた。その正体が周囲に露呈してからは、正体を隠さずDr. ギルティとしてスチームシティに度々現れている。
マイヤード博士
声 - 中博史
エネルギー工学の世界的権威でもある科学者。当初は子供であるということで鳴滝を軽視していたが、Dr. ギルティに襲われた際に彼に助けられたことをきっかけに見直した。その後は度々強力の改造やメンテナンスを担当するなど、鳴滝とは良好な関係を築いている。
機械男爵
声 - 若本規夫、麦人（フランク変装時）
異常な機械コレクターで、金属製のマスクを被っている。コレクション集めのために度々窃盗などの事件を起こす。事件を起した際に現れた強力に一目ぼれし、強力を自分のものにしようと日々策略を練っている。
ナイト・オブ・ファンタム
声 - 大塚明夫 / 小杉十郎太
数々の犯罪の裏に潜む怪人。鳴滝の両親（母・声 - 兵藤まこ〈ドラマCD〉）を殺したのは彼の父（先代ファンタム）だが、詳しい生い立ちは謎の部分も多い。鳴滝と蒸気都市を憎んでいる。
『真・快傑蒸気探偵団』にて帝都議会議員スパイクとしての顔を持つことも判明。本名はJ.F.ルードヴィッヒ。
麗華（リーファ）
『真・快傑蒸気探偵団』で登場。ナイト・オブ・ファンタムの部下。
白蛇（パイシャー）
『真・快傑蒸気探偵団』で登場。ナイト・オブ・ファンタムの部下。武器として三節棍を使用。
ウォルフ
工業都市（テックランド）ヴァルハラ出の犯罪者。平気で嘘がつける。
カルロス
工業都市（テックランド）ヴァルハラ出の犯罪者。
ドラッグ
ウォルフとカルロスの上司。「ぼっちゃま」と呼ばれる人物に仕えている。

## 登場メカ
強力
身長：5m、体重：30t、内燃蒸気機関：GX-01Z特殊機関、燃料：石炭、装甲：重合金R
鳴滝探偵の一員である自己認識型巨大人形（オートマトン）。周博士の残した電波操縦なしに自力で動ける唯一の巨大人形。緊急時には地竜号により現場まで運搬される。中枢にPDダイオード・ナガオカSR二型（創生期のメガマトンのごく一部に試験的に装備されていた旧式のダイオードで強力の部品の中で唯一、新しい製品では代用が利かない）を使用。武装は通常マニピュレータから切り替わる強力ドリルと強力プロペラ。後に強力改となった際にはシャドウ＝ボルト1号を参考に有線付きで腕部発射も可能なロケットハンマーも装備された（その際にマニピュレータがマジックハンド型から、シャドウ＝ボルト1号同様の五本指に変更された）。
原作では周博士自身の脳を移植しており蒸気機関の火が消えてしまうと死んでしまうおそれがあったが、アニメでは特にそのことには言明されていない。その外見は鉄人28号に良く似ており、それを反映してかチェスをしたり買い物に行ったりと大きさ描写は場面場面でアバウト。
地竜号
帝都地下に縦横に張り巡らされた巨大トンネルを走る強力搬送用双方向蒸気機関車。鳴滝からの指令を川久保が受け、指定地区に向け即座に強力を乗せて30秒で緊急発進、2分以内に現場に到着させる。
シャドウ＝ボルト1号
身長：8.00m、体重：55.50t、全幅：5.45m、内燃蒸気機関：RX-328-B特殊機関、燃料：石炭、最大出力：16000000ps、装甲：重合金
ギルティの製作した電波操縦で動く巨大人形。一度は大破したがマイヤード博士の手により修復され警察の戦力として働くことになる。装備はロケットハンマーとメガマトンの操縦電波を遮断させる電磁ネット。強力と異なり、マニピュレータは人間と同じ五本指。
鉄人28号のブラックオックス的役割（頭部の斜め後ろへ流れる二本の角等外見も似通っている）だが、強力の分厚い装甲はロケットハンマーでは後退させ一時的に動きを止まらせたに過ぎず、虎の子の電磁ネットも強力は遠隔操縦ではなく内部自律機能を以て動いていた為無効。3度目の登場ですぐに強力に破壊されてしまった。
シャドウ＝ボルト2号
身長：9.30m、体重：82.00t、全幅：7.45m、内燃蒸気機関：RX-328-C特殊機関、燃料：石炭、最大出力：23000000ps、装甲：重合金
ブロックモード時：全長：8.50m、体重：82.00t、全幅：5.60m
ギルティの製作した電波操縦で動く巨大人形。装甲は1号の10倍の厚さがある。消波ブロック形態ブロックモードに変形し竜巻「シャドウ＝ボルト回転アタック」を起こすことができる。
アニメではストーリーの都合上、ブロックモードは原作と違い擬態形態ではない、
シャドウ＝ボルト3号
ギルティが製作した、潜水艦に変形可能な巨大人形。装甲は2号の2倍、長い胴体での巻きつき攻撃を得意とする。装備は両腕の有線付き鉄球を発射するシャドウ＝ハンマーで、腕を大きく回転させることにより破壊力を増したローリングシャドウ＝ハンマーを放つことができる。
原作ではギルティが搭乗し操縦しており、また頭部は緊急時に分離し小型潜水艇にもなるようだが、アニメでは搭乗シーンは無かった。
シャドウ＝ボルト4号
原作（真・快傑蒸気探偵団）で登場。その姿は色がやや黒い、強力のように瞳孔がない以外は強力に瓜二つの巨大人形。周博士の遺品から強力の設計図を盗んだギルティがそれを元に制作した。「フガ」と鳴く。
強力を装った犯行の目撃時からスチームシティの住人は勿論視界が悪かったとはいえ鳴滝でさえも最初は欺いた程に強力そのものであるが、本物と違い遠隔操作であること、また「シャドウ＝ボルトシリーズの装甲の厚さを忘れたか」とギルティが語っているところや強力と力比べを行い圧倒しているのを汲み取る限り3号と同等かそれ以上の頑丈さを誇る。
本物を超えた力と装甲により善戦、強力をドリルマニピュレータで胴体を抉り大破させる等大金星をあげ、一時は鳴滝探偵事務所を営業休止に追い込んだ。その後ギルティのシャドウ＝ボルトシリーズ発展の為希少な合金「重合金R」の強盗等を行っていたが、修理が完了しまたシャドウ＝ボルト1号のノウハウ等を組み込んでパワーアップした強力改との戦闘により敗北、ロケットハンマーをとどめに打ち込まれ爆発炎上した。
シャドウ＝ボルト5号
装甲：重合金R
原作（真・快傑蒸気探偵団）で登場。ギルティが最後に製作した音声入力で動く巨大人形。
スチームバット
強力を一回り小柄にし、コウモリのような耳のある頭部と翼を備えたような巨大人形。原型は周博士が強力の後に設計した飛行可能な巨大人形・「飞皇（ひおう）」で、蘭々が持っていた設計図により商業都市ヤーパンにて製造。ル・ブレッドが使うことになる。スチームバットという名称もル・ブレッドと蘭々が付けたもの。
斬肝（ざんかん）
原作（真・快傑蒸気探偵団）に登場。周博士が強力の前に設計した巨大人形。過去に周博士とDr. ギルティが共同開発したリモコンシステムを搭載。リモコンのキールドボタンでパワーのキープが可能。
ニセ斬肝（にせざんかん）
小説に登場。「怪盗サルノ事件」にて巨大人形博物館に展示してあった斬肝の足跡をヴォルツ刑事がコピーして他の巨大人形の足に装着したもの（小説2巻のカラーイラストにて斬肝、挿絵にてニセ斬肝が掲載）。

## 小説
原作・イラスト：麻宮騎亜、文：浅野智哉で「スーパーダッシュ文庫」（集英社）から刊行。全2巻
原作漫画準拠のオリジナルストーリーで、原作第1話以前の過去話で構成されている。第1巻は、鳴滝とル・ブレッドの出会いと鳴滝が初めて解決した事件。第2巻は、鳴滝が新たな事件を解決していく様を描きつつ、別方面で鈴々とファンタムとの接触など原作第1話に直接繋がってくる話が描かれている。

## テレビアニメ
1998年10月7日から1999年3月31日までテレビ東京系列にて『快傑蒸気探偵団 TV ANIMATION SERIES』のタイトルで放送された。全26話。主題歌・挿入歌がBGMとして本編で頻繁に使用されていることが特徴的である。
ポケモンショック後に制作されたため、冒頭ではキャラクターが「テレビを見る時には部屋を明るくして、離れて見ようね。」と呼びかけていた。そのキャラクターは鈴々と強力が基本だったが、機械男爵の回（12話）のときだけ機械男爵と強力が担当した。

### スタッフ
- 原作 - 麻宮騎亜（STUDIO TRON）『集英社「ウルトラジャンプ」連載・ジャンプコミックス刊』
- 監督 - 村山靖
- シリーズ構成 - 荒川稔久
- キャラクターデザイン - 高見明男
- メカデザイン - 橋本敬史
- プロップデザイン - うのまこと
- 美術監督 - 高山八大
- 色彩設定 - 関本美津子
- 撮影監督 - 金沢章男
- 編集 - 正木直幸
- 音楽 - ウィンビィーコーポレーション
- ナレーション（アバンタイトル） - 窪田等
- オーディオ演出 - 田中英行
- プロデューサー - 岩田牧子、池田慎一、はばらのぶよし
- 製作 - テレビ東京、読売広告社、XEBEC

### 主題歌
オープニングテーマ「君、微笑んだ夜」（1 - 26話）
作詞 - 松葉美保 / 作曲・編曲 - 新井理生 / 歌 - elika（スターチャイルドレコード）
前期エンディングテーマ「臆病emotion」（1 - 13・26話）
作詞 - 木本慶子 / 作曲・編曲 - 新井理生 / 歌 - elika（スターチャイルドレコード）
後期エンディングテーマ「オアシス」（14 - 26話）
作詞 - 鳥影江里香 / 作曲 - ZAKI / 編曲 - Toshitaro / 歌 - elika（スターチャイルドレコード）
挿入歌1「影と光を追って」
作詞 - MOMO / 作曲・編曲 - 新井理生 / 歌 - madoka
挿入歌2「Brave Shine」
作詞 - 六ツ見純代 / 作曲・編曲 - 新井理生 / 歌 - Rieko・Slick
挿入歌3「So Blue -青い果実-」
作詞 - MOMO / 作曲・編曲 - 新井理生 / 歌 - Rieko・Slick

### 各話リスト
| 話数 | サブタイトル                           | 脚本              | 絵コンテ         | 演出           | 作画監督        | 放送日         |
| ---- | -------------------------------------- | ----------------- | ---------------- | -------------- | --------------- | -------------- |
| 1    | 出動!蒸気探偵団                        | 荒川稔久          | 村山靖           | 杉島邦久       | 高見明男        | 1998年 10月7日 |
| 2    | 紅サソリの挑戦                         | 荒木憲一          | 土蛇我現         | 日下直義       | 江上夏樹        | 10月14日       |
| 3    | 機械男爵の異常な愛情?!                 | あみやまさはる    | 西沢晋           | 西沢晋         | 本橋秀之        | 10月21日       |
| 4    | 好敵手（ライバル）その名はル・ブレッド | 村山きよし        | 加戸誉夫         | 杉谷光一       | 前田明寿        | 10月28日       |
| 5    | シャドウボルト                         | 山部康男          | 杉島邦久         | 杉島邦久       | 宇野真          | 11月4日        |
| 6    | 紅サソリ七変化                         | 荒川稔久          | のがみかずお     | のがみかずお   | 高見明男        | 11月11日       |
| 7    | 緊急指令! 強力を逮捕せよ               | 荒木憲一          | 土蛇我現         | 日下直義       | 江上夏樹        | 11月18日       |
| 8    | 誰がために君は走る                     | 山部康男 荒川稔久 | 木村真一郎       | 木村真一郎     | 山岡信一        | 11月25日       |
| 9    | 復讐人（ふくしゅうじん）ファンタム     | 村山きよし        | 高見明男         | 杉谷光一       | 高見明男 宇野真 | 12月2日        |
| 10   | 強力ピンチ! 帝都大竜巻                 | 荒木憲一          | 横田和           | 小田雅         | 市川吉幸        | 12月9日        |
| 11   | スチーム不思議話（ファンタジー）       | 荒川稔久          | 越智一裕         | 越智一裕       | 越智一裕        | 12月16日       |
| 12   | 機械男爵の大いなる失敗                 | あみやまさはる    | 池端隆史         | 池端隆史       | 大河原晴男      | 12月23日       |
| 13   | 鳴滝VS鈴々小さな戦い                   | 村山きよし        | 木村真一郎       | 土器手司       | 高橋晃          | 12月30日       |
| 14   | 小説「恐怖の蒸気王」                   | 荒木憲一          | のがみかずお     | 杉谷光一       | 河野利幸        | 1999年 1月6日  |
| 15   | ターゲットは鬼瓦♥                      | あみやまさはる    | 西沢晋           | 西沢晋         | 本橋秀之        | 1月13日        |
| 16   | 黒い天使の涙                           | 荒川稔久          | 吉川浩司         | 吉川浩司       | 平山英嗣        | 1月20日        |
| 17   | 潜水艦X号を追え!                       | 山部康男          | 吉永尚之         | 佐藤照雄       | 河南正昭        | 1月27日        |
| 18   | 36頁の探偵手帳（総集編）               | -                 | -                | -              | -               | 2月3日         |
| 19   | 薄紅の思ひ出                           | 山部康男          | 横田和           | 小田雅         | 高津幸央        | 2月10日        |
| 20   | さらば少年探偵                         | キクチミチタカ    | キクチミチタカ   | はばらのぶよし | 高見明男        | 2月17日        |
| 21   | ル・ブレッドの招待状                   | 川崎ヒロユキ      | ワタナベシンイチ | 池端隆史       | 大河原晴男      | 2月24日        |
| 22   | ライバルよ永久（とわ）に               | 川崎ヒロユキ      | 木村真一郎       | 木村真一郎     | 河野利幸        | 3月3日         |
| 23   | 最後の作戦                             | 荒木憲一          | 吉川浩司         | 吉川浩司       | 平山英嗣        | 3月10日        |
| 24   | 迫り来る悪魔の影                       | 荒川稔久          | たかはし信也     | 杉谷光一       | 河野利幸        | 3月17日        |
| 25   | そして誰もいなくなった                 | 荒川稔久          | 木村真一郎       | 木村真一郎     | 本橋秀之        | 3月24日        |
| 26   | 帝都は君を待っている                   | 荒川稔久          | 村山靖 高見明男  | 村山靖         | 高見明男        | 3月31日        |

## 関連商品

### 漫画本編
快傑蒸気探偵団
集英社版
1. 『誕生! 蒸気探偵団!!』の巻 - 1995年10月9日初版発行
2. 『ナイト・オブ・ファンタムの逆襲』の巻 - 1996年4月9日初版発行（初版表紙のみ青と紫の色味違いの2種あり）
3. 『恐怖の蒸気王』の巻 - 1996年10月8日初版発行
4. 『蒸気都市の秘宝!!』の巻 - 1997年8月9日初版発行（表紙カット内の巻数漢字表記の抜けミス/2版以降修正）
5. 『起死回生! 鳴滝ラストチャンス!!』の巻 - 1998年8月9日初版発行
6. 『盗まれた歌声の天使』の巻 - 1999年3月9日初版発行
7. 『還ってきた魔王』の巻 - 2000年4月9日初版発行
8. 『我ら蒸気探偵団!』の巻 - 2000年12月9日初版発行

集英社文庫（全8巻） - 2006・2007年発行（「快傑蒸気探偵団」「真・快傑蒸気探偵団」「描き下ろし作品」収録）
真・快傑蒸気探偵団
メディアワークス版
1. 『誕生! 蒸気探偵団!!』の巻 -2001年12月25日初版発行
2. 『ナイト・オブ・ファンタムの逆襲』の巻 - 2001年12月25日初版発行
3. 『恐怖の蒸気王』の巻 - 2001年12月25日初版発行
4. 『蒸気都市の秘宝!!』の巻 - 2002年1月25日初版発行
5. 『私刑執行人Sir.Don.Death』の巻 - 2002年1月25日初版発行
6. 『襲撃! シャドウ=ボルトVS強力!』の巻 - 2002年1月25日初版発行
7. 『還ってきた魔王』の巻 - 2002年2月25日初版発行
8. 『少年怪盗と少女』の巻 - 2002年2月25日初版発行
9. 『蒸気都市危機一髪!』の巻 - 2002年3月25日初版発行
10. 『レディ・ジャッジVS切り裂き王』の巻 - 2002年11月25日初版発行
11. 『蒸気都市の秘密!!』の巻 - 2003年9月25日初版発行
12. 『ル・ブレッドと蘭々』の巻 - 2003年10月25日初版発行
13. 『決戦! ル・ブレッド城』の巻 - 2003年11月25日初版発行

少年怪盗ル・ブレッド
作画：金村連（全2巻、ビームコミックス） - 2018年3月28日・9月28日発行

### 小説
文：浅野智哉
- 快傑蒸気探偵団 白き闇の少年探偵 - 2000年9月30日初版発行
- 快傑蒸気探偵団2 緑の風の天使 - 2001年9月30日初版発行

### 書籍
- 快傑蒸気探偵団 Full Color Style - 1998年12月23日初版発行 集英社
- 快傑蒸気探偵団 鈴々スペシャル - 1999年4月25日初版発行 集英社